# Licuala cameronensis
Licuala cameronensis är en enhjärtbladig växtart som beskrevs av Saw. Licuala cameronensis ingår i släktet Licuala och familjen Arecaceae. Inga underarter finns listade i Catalogue of Life.